# Kolinovce
Kolinovce (Hongaars: Kolinfalva) is een Slowaakse gemeente in de regio Košice, en maakt deel uit van het district Spišská Nová Ves.
Kolinovce telt 573 inwoners.